# Krasnoobsk
Krasnoobsk (russisch Красноо́бск) ist eine Siedlung städtischen Typs in der Oblast Nowosibirsk (Russland) mit 18.448 Einwohnern (Stand 14. Oktober 2010).

## Geographie
Die Siedlung liegt gut zehn Kilometer südlich der Oblasthauptstadt Nowosibirsk unweit des linken Ob-Ufers, sieben Kilometer unterhalb des Damms des Nowosibirsker Stausees.
Krasnoobsk gehört zum (Land-)Rajon Nowosibirsk. Das zur Siedlung gehörende Gebiet ist auf drei Seiten vom Territorium der Millionenstadt Nowosibirsk umschlossen: im Norden vom Stadtrajon Kirowski, im Nordosten vom Stadtrajon Perwomaiski (rechts des Ob), sowie im Südosten (rechts des Ob, dort liegt auch Akademgorodok) und Süden (links des Ob) von Stadtrajon Sowetski.

## Geschichte
Die Geschichte des Ortes begann Ende der 1960er Jahre, als der Ministerrat der UdSSR beschloss, bei Nowosibirsk die Sibirische Sektion der Lenin-Allunions-Landwirtschaftsakademie (WASChNIL; russisch ВАСХНИЛ, Akronym aus Всесоюзная академия сельскохозяйственных наук имени Ленина/Wsesojusnaja akademija selskochosjaistwennych nauk imeni Lenina, Hauptsitz Moskau) zu gründen, neben zwei weiteren Sektionen in Kiew und Taschkent. 1970 war Grundsteinlegung für die Wohnsiedlung der Mitarbeiter der künftigen Akademie, die im gleichen Jahr die Arbeit aufnahm.
1976 wurde der Status einer Siedlung städtischen Typs verliehen. Die Siedlung besteht hauptsächlich aus mehrstöckigen Plattenbauten, die größtenteils zwischen 1970 und 1990 entstanden. Ihr Name ist von dem des Ob abgeleitet; krasno- stand ursprünglich für rot- im ideologischen Sinne.

### Bevölkerungsentwicklung
| Jahr | Einwohner |
| ---- | --------- |
| 1979 | 6.953     |
| 1989 | 16.065    |
| 2002 | 17.114    |
| 2010 | 18.448    |

Anmerkung: Volkszählungsdaten

## Wissenschaft und Bildung
In Krasnoobsk hat eine Reihe von wissenschaftlichen Forschungsinstituten ihren Sitz, die der Sibirischen Sektion der Russischen Landwirtschaftsakademie, wie sie seit 1992 heißt, zugeordnet sind, so für Pflanzen- und Viehzucht, Futtermittel, Veterinärmedizin, Verarbeitung von Landwirtschaftsprodukten. Es gibt mehrere landwirtschaftliche Versuchswirtschaften und kleinere Versorgungsbetriebe.

## Infrastruktur
Von Krasnoobsk besteht Stadtbusverbindung nach Nowosibirsk.
Die südliche Eisenbahnumgehungsstrecke von Nowosibirsk verläuft nördlich der Siedlung; an dieser liegt der Bahnhof Tschemskoi, der auch im Vorortverkehr bedient wird.

## Söhne und Töchter des Ortes
- Michail Tschuwalow (* 1998), Eishockeyspieler